# Huang Wan-ling
Huang Wan-ling (ur. 11 lutego 1977) – tajwańska zapaśniczka w stylu wolnym. Dwukrotna uczestniczka mistrzostw świata, ósma w 1996. Srebrna medalistka mistrzostw Azji w 1997 i brązowa w 1996 roku.